# Vlag van Callantsoog

Vlag van de gemeente Callantsoog
(1973-1990)

De vlag van Callantsoog is in 1973 vastgesteld als de gemeentelijke vlag van de Noord-Hollandse gemeente Callantsoog na een advies van de Hoge Raad van Adel. De vlag kan als volgt worden beschreven:
Geel, beladen met een gekroonde klimmende rode leeuw.
De kleuren van de vlag zijn ontleend aan het gemeentewapen. De leeuw uit het wapen is omgekeerd en kijkt naar de stok.
Het gemeentelijk dundoek bleef tot 1 januari 1990 in gebruik, op die dag is de gemeente opgegaan in de gemeente Zijpe. Sinds 1 januari 2013 valt Callantsoog onder Schagen.

## Verwante afbeelding

Wapen van Callantsoog
Vlag van Zuid-Holland
Vlag van Hoogheemraadschap van Schieland

Akersloot
· Andijk
· Anna Paulowna 
· Assendelft 
· Beemster 
· Bennebroek 
· Blokker 
· Broek in Waterland 
· Bussum 
· Callantsoog 
· Edam 
· Egmond 
· Egmond aan Zee 
· Egmond-Binnen 
· Graft-De Rijp 
· 's-Graveland 
· Haarlemmerliede en Spaarnwoude 
· Harenkarspel 
· Heerhugowaard 
· Hensbroek 
· Hoogwoud 
· Ilpendam 
· Jisp 
· Krommenie 
· Langedijk 
· Limmen 
· Marken 
· Midwoud 
· Monnickendam 
· Muiden 
· Naarden 
· Nederhorst den Berg 
· Nibbixwoud 
· Niedorp 
· Noorder-Koggenland 
· Obdam 
· Opperdoes 
· Schermer 
· Schermerhorn 
· Schoorl 
· Sint Maarten 
· Terschelling 
· Terschelling en Vlieland 
· Twisk 
· Venhuizen 
· Vlieland 
· Warmenhuizen
· Weesp
· Wervershoof 
· Wester-Koggenland 
· Westwoud 
· Westzaan 
· Wieringen 
· Wieringermeer 
· Wijdewormer 
· Wognum 
· Wormer 
· Wormerveer 
· Zaandam 
· Zaandijk 
· Zeevang 
· Zijpe